# Liste d'accidents aériens en 2022
Pour des articles plus généraux, voir Liste de listes d'accidents aériens et 2022 en aéronautique.

## Janvier
- Le 3 janvier, un hélicoptère Agusta-Bell AB 205 de l'armée de l'air tunisienne[1] s'écrase dans le gouvernorat de Bizerte en début d'après-midi. Le copilote décède sur place, le pilote à l’hôpital[2].
- Dans la nuit du 3 janvier au 4 janvier, un hélicoptère AS565A Panther du 193e escadron de la Force aérienne et spatiale israélienne, opérant au profit de la Marine israélienne, s’est abîmé en mer au large de Haïfa lors d’un vol d’entraînement. Deux des trois membres d'équipage sont morts[3].
- Le 7 janvier, un avion cargo Tupolev Tu-204-100C de la compagnie russe Aviastar-TU immatriculé RA-64032 a été détruit par un incendie peu avant son décollage de l’aéroport international de Hangzhou Xiaoshan dans l’est de la Chine. Pas de victimes[4].
- Le 11 janvier, un chasseur F-16V de la force aérienne taïwanaise s'abîme en mer[5]. Le pilote a péri.
- Le 11 janvier, un chasseur F-5E de la force aérienne de la Corée du Sud s'écrase contre une montagne à Hwaseong, à quelque 40 kilomètres au sud de Séoul. Le pilote est mort[6].
- Le 11 janvier, un avion d'entraînement sportif léger Aerostar R40S Festival (en) de la force aérienne du Mozambique s'écrase juste après son décollage depuis l'aéroport international de Maputo sur une habitation, tuant ses deux pilotes[7].
- Le 23 janvier, un avion de chasse F-35C de l'US Navy s'est écrasé en mer de Chine méridionale après avoir raté son appontage sur le pont du porte-avions USS Carl Vinson (CVN-70). Le pilote s'est éjecté. Sept personnes, dont le pilote, ont été blessées dans l'accident[8].
- Le 29 janvier, un Mikoyan-Gourevitch MiG-31K, numéro de série RF-95217, d'une unité d'essais des Forces aérospatiales russes fait une sortie de piste au décollage à la base aérienne Soltsy-2 et se brise en deux. Les deux pilotes sont sains et saufs[9].
- Le 31 janvier, un Mitsubishi F-15DJ Eagle de la force aérienne d'autodéfense japonaise s'abîme en mer à quelques kilomètres de la base aérienne de Komatsu. Les deux pilotes sont morts[10].

## Février
- Le 4 février, un avion de tourisme Cessna 207 d'une compagnie locale péruvienne s'écrase et s'embrase avant son atterrissage sur l'aéroport de Nazca sur le plateau des géoglyphes de Nazca. Les deux pilotes et les cinq passagers sont morts[11].
- Le 11 février, un chasseur Dassault Mirage F1 de l'entreprise Airborne Tactical Advantage Company s'écrase dans le Nevada, le pilote s'est éjecté[12].
- Le 16 février, un prototype ADAVe (Aéronef à Décollage et Atterrissage Verticaux électrique) sans pilote de Joby Aviation (en) s'est écrasé au cours d'essais en vol, à Jolon en Californie[13].
- Le 21 février, un chasseur F-5 biplace de la Force aérienne de la république islamique d'Iran s'écrase sur une école de Tabriz tuant ses deux pilotes et une personne au sol[14].
- Le 24 février, déclenchement de l'invasion de l'Ukraine par la Russie en 2022, plusieurs dizaines d'aéronefs ukrainiens et russes sont détruits en vol et au sol dans les mois qui suivent.Un bombardier Soukhoï Su-34 des forces aériennes russes abattu le 5 mars 2022 à Tchernihiv.

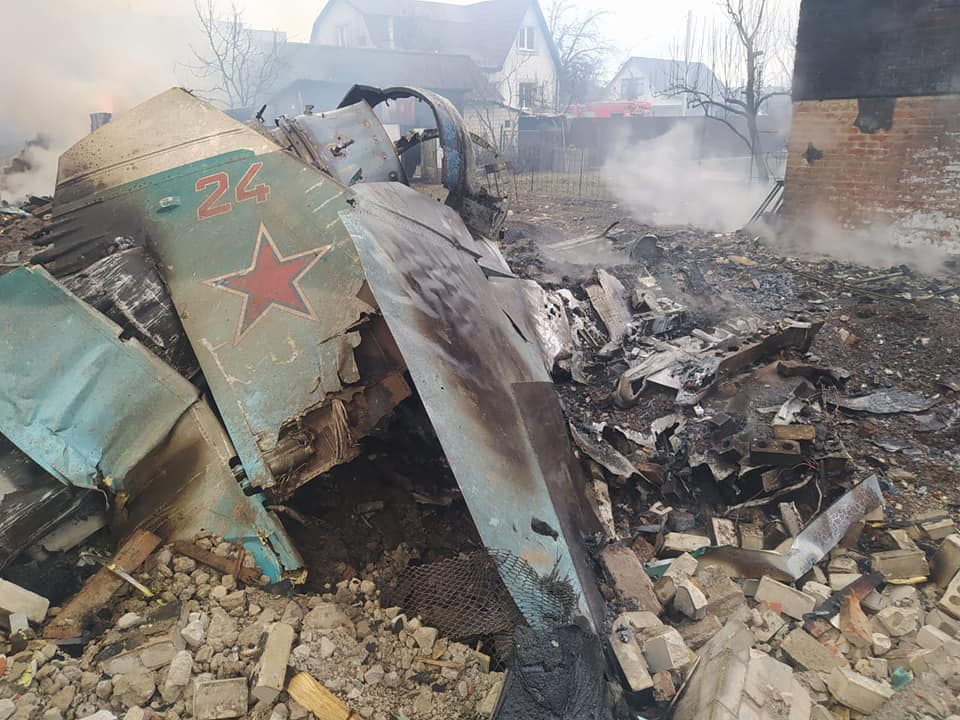
Un bombardier Soukhoï Su-34 des forces aériennes russes abattu le 5 mars 2022 à Tchernihiv.

- Le 26 février, le Cessna 208 Caravan du vol AB Aviation 1103 affrété par la compagnie privée comorienne AB Aviation, à la compagnie tanzanienne Fly Zanzibar, s'abîme en mer à 2,5 km de l'aérodrome de Mohéli avec 14 personnes à bord[15]. Il n'y a pas de survivants.

## Mars
- Le 1er mars, un avion de patrouille maritime Shaanxi Y-8 de la force aérienne chinoise se serait écrasé en mer au large de la ville de Sanya selon les autorités vietnamiennes et taiwanaises. Pas de confirmation en date du 14 mars de la part des autorités chinoises[16].
- Le 2 mars, un chasseur MiG-21 de la force aérienne roumaine s'écrase dans le Județ de Constanța près des côtes de la mer Noire tuant son pilote. Un hélicoptère IAR330 Puma effectuant des recherches sur l'accident s'écrase ensuite près de Gura Dobrogei, à environ 11 kilomètres de la base aérienne Mihail-Kogălniceanu où il avait décollé. Les sept personnes à bord périssent[17].
- Le 14 mars, un chasseur Dassault Mirage 2000-5 de la Force aérienne de la république de Chine provenant de la base aérienne de Chihhang à Taitung s'écrase en mer. Le pilote s'est éjecté et en réchappe sain et sauf[18].
- Le 16 mars, un jet d'entrainement M-346 de l'entreprise Leonardo, devant être remis à l'armée de l'air italienne, décollant de l'aéroport de Varese-Venego (en) s'est écrasé sur Monte Leone dans les Alpes italiennes. L'un des deux pilotes, de nationalité britannique, est décédé malgré son éjection, l'autre, un Italien, est légèrement blessé[19].
- Le 18 mars, un convertible MV-22 Osprey de l'United States Marine Corps Aviation s'écrase au sud de Bodø en Norvège. Participant à l'exercice Cold Response, les 4 personnes à bord sont décédées[20].
- Le 21 mars, un Boeing 737, contenant 132 personnes et assurant le vol MU5735 à destination de Canton, s'écrase à proximité de la ville de Wuzhou dans le sud-ouest de la Chine[21]. Il n'y aucun survivant. L'enquête penche pour un acte volontaire.
- Le  22 mars, un avion d'entrainement PAC MFI-395 Super Mushshak, une variante du Saab MFI-15 Safari, de la force aérienne pakistanaise s'écrase à Peshawar. Les deux pilotes sont décédés[22].
- Le  23 mars, un F-16 du 138th Fighter Wing de la Garde nationale aérienne de l'Oklahoma, s'est écrasé dans une zone inhabitée et boisée de la paroisse de Beauregard en Louisiane. Le pilote en mission d'entrainement s'est éjecté en toute sécurité[23].
- Le 23 mars, un Lockheed Martin F-22 Raptor du 325th Fighter Wing (en) de l'USAF a effectué une sortie de piste alors qu'il atterrissait sur la base d'Eglin en Floride. Il semblerait qu'une partie du train d'atterrissage se soit effondrée pour des raisons encore inconnues. Le pilote est indemne[24].
- Le 28 mars au soir, Un chasseur MiG-29 biplace des Forces aériennes algériennes s'est écrasé aussitôt le décollage de la base aérienne de Bousfer dans le Wilaya d'Oran. Les 2 pilotes se sont éjectés mais le commandant de bord n'a pas survécu a ses blessures[25].
- Le 29 mars, un hélicoptère Puma de l'armée de terre pakistanaise opérant pour la Mission de l'Organisation des Nations unies en République démocratique du Congo s'écrase au Nord-Kivu, Congo. Six casques bleus pakistanais, un russe et un serbe périssent. Le Mouvement du 23 Mars et l'armée congolaise s'accuse mutuellement de l'avoir abattu[26].
- Le 30 mars, un avion-radar E-2D Hawkeye de l'United States Navy s'écrase sur la côte dans le comté d'Accomack en Virginie. Un mort et deux blessés sont à déplorer[27][source insuffisante].

## Avril
- Le 1er avril, deux avions d'entrainement turbopropulseurs KAI KT-1 Woongbi de la Force aérienne de la république de Corée sont victimes d'une collision aérienne près de la base aérienne de Sacheon. Les quatre pilotes à bord périssent[28].
- Le 7 avril, le Boeing 757 cargo du Vol DHL Aero Expreso 7216 se brise en deux lors d'un atterrissage d'urgence sur l'aéroport international Juan-Santamaría de San José au Costa Rica. Les deux pilotes à bord sont indemnes[29].
- Le 8 avril, un chasseur MiG-31 de la force aérienne russe s'écrase dans l'oblast de Leningrad près de la frontière russo-finlandaise. Le pilote s'est éjecté[30].
- Le 8 avril, un hélicoptère Sikorsky S-92 de la Garde côtière de Corée du Sud s'abîme en mer aussitôt après son décollage d'un navire de la garde côtière à 370 km au sud-ouest de l'île de Marado à 1h32 du matin. Sur un équipage de 4 personnes, une est blessée, deux sont mortes, et une a disparu[31].
- Le 11 avril, un Viking Dragonfly biplace, parti de l'aérodrome de Lorient, s'écrase à Plouhinec, dans le Morbihan en France. Le pilote de 66 ans est victime d'un malaise cardiaque, et décède. La passagère, une jeune femme de 33 ans, prend les commandes et réussit à éviter des habitations, et faire un atterrissage de fortune dans les marais de Kerzine. L'appareil fait un cheval de bois et finit en pylône[32], mais la jeune femme, légèrement blessée, est vivante.
- Le 12 avril, le prototype d'avion de formation et voltige Integral R français de Aura Aero s'écrase à trois km de l'aérodrome de Saint-Girons - Antichan en Ariège. Les deux pilotes, Baptiste Vignes et Simon de la Bretèche, champions du monde de voltige aérienne[33], sont morts[34].

## Mai
- Le 11 mai, un DHC-6 Twin Otter 400 d'une compagnie du Cameroun affrété par la Cameroon Oil Transportation Company s'écrase dans la jungle dans la commune de Bibey. Les deux pilotes et les neuf passagers sont décédés[35].
- Le 12 mai, lors de l'accident du vol 9833 de Tibet Airlines, un avion de ligne Airbus A319 fait une sortie de piste lors de son décollage de l'aéroport international de Chongqing-Jiangbei. 36 personnes ont été légèrement blessées. À la suite d'un incendie, l'avion est perdu[36].
- Le 21 mai, un Jodel D-140 s'écrase près des Adrets, en Isère, dans le massif de Belledonne, causant la mort de ses cinq occupants[37].
- Le 29 mai 2022, un DHC-6 Twin Otter du Vol Yeti Airlines 1199, s'ecrase sur le flanc d'une montagne de l'Himalaya à 4 000 m d'altitude. L'avion a décollé de Pokhara à 9h55 et se rendait à Jomsom, ville située à 20 minutes de vol du lieu de départ. Il disparaît des radars à 10h07 au-dessus de la région de Ghode Pani. Le bilan humain est de 22 personnes décédées, la totalité des passagers et les trois membres d'équipage sont morts. Il s'agit de treize Népalais, deux Allemands et quatre Indiens dont un enfant de 15 ans. L'avion volait depuis 40 ans[38].

## Juin
- Le 5 juin, un avion d'entrainement Grob G 120A de la Force aérienne royale jordanienne s'écrase près de la ville d'Ar Ramtha vers 9 h. Les deux pilotes sont tués[39].
- Le 8 juin, un MV-22B Ospray du 3rd Marine Aircraft Wing s'écrase en zone désertique dans le Comté d'Imperial en Californie. Les 5 militaires à bord décèdent[40].
- Le 9 juin, un chasseur Chengdu J-7 de la force aérienne chinoise s'écrase prés de l'aéroport de Xiangyang-Luiji sur une zone habitée. Le pilote s'est éjecté, au moins un mort et deux blessés sont à déplorer au sol[41].
- Le 9 juin, un hélicoptère AgustaWestland AW119 Koala d'une société privée s'écrase près du Mont Cusna entre la Toscane et l'Emilie-Romagne. Quatre hommes d'affaires turcs, deux ressortissants libanais et le pilote italien sont décédés[42].
- Le 21 juin, un McDonnell Douglas MD-82 effectuant le Vol Red Air 203 a son train d'atterrissage qui s'affaisse à son arrivée à l'aéroport international de Miami. Un début d'incendie a lieu et trois passagers sont blessés[43].
- Le 24 juin, un avion de transport militaire Iliouchine Il-76 de l'armée russe s'écrase dans la matinée à Riazan lors d'un atterrissage forcé. Un premier bilan fait état de 4 morts et 5 blessés[44].

## Juillet
- Le 15 juillet, un avion bombardier d'eau Air Tractor AT-802 FireBoss de la force aérienne portugaise s'écrase prés de Vila Nova de Foz Côa au Portugal. Le pilote est décédé[45].
- 16 juillet, à 22h45, le vol Meridian 3032, un avion-cargo Antonov An-12 d'une société ukrainienne effectuant une livraison d'armes entre la Serbie et la Bangladesh s'écrase près de Paleochóri (Kavála) en Grèce. Les huit membres d'équipage sont morts[46],[47].
- Le 21 juillet, un hélicoptère Boeing CH-47D Chinook, de la société ROTAK Helicopter Services, gréé en bombardier d'eau s'écrase a North Fork, Idaho (en) en luttant contre un incendie. Les deux pilotes sont morts[48].

## Août
- Le 18 août, une collision en vol à lieu entre un Cessna 340 transportant deux personnes et un Cessna 152 embarquant une personne au-dessus de l'aéroport municipal de Watsonville en Californie. Les trois personnes et un animal de compagnie ont péri[49].
- Le 19 août, Accident du drone Zephir 8. Il décolle de Yuma Proving Ground (en) le 15 juin 2022 et s'écrase le 19 août, après 64 jours d’affilé de vol, en Arizona. Il était à quelques heures de battre le record du monde de durée de vol[50].
- Le 30 aout, un Pilatus PC-6 de la Police sud-africaine s'écrase à l'Aéroport Rand à Germiston. Les 5 passagers à bord (un policier et 4 techniciens civils) décèdent et le pilote est grièvement blessé[51].

## Septembre
- Le 2 septembre, un avion de course Yakovlev Yak-11 modifié (Czechmate) s'écrase lors d'un vol d'essai près de l’aéroport de Shafter (Californie). Le pilote, Sherman Smooth, est décédé[52].
- Le 4 septembre, un avion d'affaires Cessna 551 immatriculé en Autriche transportant 4 passagers s'est écrasé en Mer Baltique au large de la Lituanie après 4h51 de vol. Il effectuait un vol entre l'aéroport de Jerez (Espagne) et Cologne (Allemagne). On soupçonne un problème de pressurisation ayant fait perdre conscience aux passagers (voir hypoxie)[53].
- Le 4 septembre, un hydravion de Havilland Canada DHC-3 Otter s'écrase en mer a Mutiny Bay (en), détroit de Puget Sound, dans l'état de Washington avec 10 personnes à bord. L'avion âgé de 55 ans avait décollé de Friday Harbor, dans les îles San Juan à la frontière canado-américaine, à destination de l'aéroport municipal de Renton (Washington)[54].
- Le 10 septembre, un hélicoptère Sikorsky UH-60 Black Hawk des Forces armées afghanes s'écrase lors d'un entrainement dans l'enceinte de la Marshal Fahim National Defense University (en); trois personnes sont mortes et cinq blessées[55].

## Octobre
- Le 4 octobre, un Soukhoï Su-25 de l'Armée de l'air du Mali s'écrase sur l'aéroport au Gao[56]. Le pilote russe est décédé[57].
- Le 17 octobre, un bombardier Soukhoï Su-34 de la force aérienne russe s'écrase sur un immeuble résidentiel de Ieïsk en Russie. Dans un bilan du 18 octobre au soir, on indique que 15 personnes sont tuées et 43 autres blessées dans l'accident. Les deux pilotes ont réussi à s'éjecter. Une centaine de personnes ont été évacuées[58].
- Le 19 octobre, un F-35A du 388th Fighter Wing de l'USAF s'écrase au nord de la Hill Air Force Base en phase d'atterrissage. Le pilote s'est éjecté.
- Le 23 octobre, un Soukhoï Su-30SM2 sorti d'usine destiné à la force aérienne russe s'écrase sur une maison dans l'Oblast d'Irkoutsk. Les deux pilotes sont morts[59].
- Le 24 octobre, un avion de ligne Airbus A330, le vol KE631 de la compagnie nationale de Corée du Sud Korean Air, effectuant une liaison entre Seoul-Incheon et l’aéroport international de Mactan-Cebu fait une sortie de piste à son arrivée aux Philippines. Pas de blessés mais l'appareil est fortement endommagé[60].
- Le 28 octobre, un Canadair CL-415 du Corpo nazionale dei vigili del fuoco s'est écrasé en combattant un incendie sur les pentes de l'Etna. Les deux pilotes de la société Babcock International Group sont tués[61].

## Novembre
- Le 3 novembre, un chasseur Dassault Mirage 2000-5 de l’Escadron de chasse 1/2 Cigognes s’est écrasé à cinq kilomètres de la base aérienne 116 Luxeuil-Saint Sauveur, au retour d’une mission. Ayant pu s’éjecter, le pilote est indemne.
- Le 4 novembre, un avion d'entrainement Neiva Universal (en) de la force aérienne brésilienne s'écrase dans une zone boisée de Canelinha au Brésil. Les deux pilotes sont morts[62].
- Le 5 novembre, un hélicoptère Agusta A109E Power effectuant une liaison quotidienne entre Foggia, dans les Pouilles, et les îles Tremiti s'écrase à Castelpagano di Apricena dans la commune d'Apricena. Les sept personnes à bord, une famille de quatre slovènes, un médecin local et les deux pilotes périssent[63].
- Le 6 novembre, un avion de transport ATR-42 du Vol Precision Air 494 avec 43 personnes à bord effectuant une liaison entre Dar es salam à Bukoba s’est abîmé dans le lac Victoria en Tanzanie. 19 personnes sont mortes[64].
- Le 6 novembre, un avion de liaison Cessna 208B Grand Caravan de l'Aviation nationale du Venezuela s'écrase près de l'aéroport de Puerto Ayacucho. Les cinq personnes à bord décèdent[65].
- Le 12 novembre, lors de la collision aérienne du salon aéronautique de Dallas, des warbirds, un bombardier Boeing B-17 Flying Fortress avec 5 personnes à bord et un Bell P-63 Kingcobra avec un seul pilote entrent en collision au dessus du Dallas Executive Airport (en) lors d'un spectacle organisé pas la Commemorative Air Force. Il n'y a pas de survivants[66].
- Le 18 novembre 2022, un Airbus A320neo effectuant le vol LATAM Perú 2213, entre en collision avec un camion de pompiers qui traversait la piste lors de son décollage de l'aéroport international Jorge-Chávez de Lima, tuant deux pompiers et en blessant un troisième. Les 102 passagers et six membres d'équipage à bord survivent à l'accident, vingt-quatre étant blessés. L'avion est retiré du service[67].
- Le 21 novembre 2022, le Piper PA-31-350 Navajo Chieftain immatriculé HK-5121 s'écrase dans un quartier résidentiel de Medellin en Colombie. Les huit occupants périssent[68].
- Le 25 novembre 2022, un des six avions-radar Grumman E-2 Hawkeye de la force aérienne taïwanaise fait un atterrissage d'urgence sur Pingtung Airport (en). Il ne sera pas réparé[69].

## Décembre
- Le 2 décembre 2022, un MiG-31 de l'armée de l'air russe s'écrase dans le raïon de Nadejda dans le Kraï du Primorié. L'équipage s'éjecte et s'en sort sain et sauf[70].
- Le 6 décembre 2022, un Mig-21UMD biplace de l'armée de l'air croate s'écrase près de la  ville de Slatina dans l'est de la Croatie[71]. Les pilotes se sont éjectés[72].
- Le 13 décembre 2022, un Eurofighter Typhoon de l'Aeronautica Militare Italiana, du 37º Stormo (it) Cesare Toschi /18° Gruppo, s'abîme en mer a cinq km de l'aéroport de Trapani et au nord de Marsala en Sicile. Le pilote est décédé[73].
- Le 15 décembre 2022, un F-35B de Lockeed Martin sorti d'usine rate son atterrissage vertical au site d’essai en vol de Lockheed Martin à Fort Worth au Texas et s'écrase. Le pilote s'est éjecté[74].
- Le 15 décembre 2022, le 603e et dernier Pilatus PC-6 construit s'abime en mer à son décollage d'Heraklion en Crête, lors de son convoyage vers son client en Indonésie. Un des pilotes est décédé[75].
- Le 26 décembre 2022, un avion d'attaque KAI KT-1 Woongbi de la force aérienne sud-coréenne s'écrase au décollage près de la base aérienne de Wonju lors d'une mission d'interception de drones nord-coréens. Les deux pilotes se sont éjectés[76].
- Le 26 décembre 2022, un des trois hélicoptère Mil Mi-17 de l'Escadrille nationale du Niger s'écrase à l'atterrissage sur  l’aéroport international Diori-Hamani de Niamey et prend feu. Les deux militaires nigériens et un instructeur expatrié à bord périssent[77].